# العلاقات الصومالية البولندية
العلاقات الصومالية البولندية هي العلاقات الثنائية التي تجمع بين الصومال وبولندا.

## مقارنة بين البلدين
هذه مقارنة عامة ومرجعية للدولتين:
| وجه المقارنة                                              | الصومال                        | بولندا                                                                             |
| --------------------------------------------------------- | ------------------------------ | ---------------------------------------------------------------------------------- |
| المساحة (كم2)                                             | 637.66 ألف                     | 312.68 ألف                                                                         |
| عدد السكان (نسمة)                                         | 14.74 مليون                    | 38.43 مليون                                                                        |
| الكثافة السكانية (ن./كم²)                                 | 23.12                          | 122.91                                                                             |
| العاصمة                                                   | مقديشو                         | وارسو                                                                              |
| اللغة الرسمية                                             | اللغة الصومالية، اللغة العربية | اللغة البولندية                                                                    |
| العملة                                                    | شلن صومالي                     | زلوتي بولندي                                                                       |
| الناتج المحلي الإجمالي (بليون دولار)                      | 7.37 مليار                     | 524.51 مليار                                                                       |
| الناتج المحلي الإجمالي (تعادل القوة الشرائية) بليون دولار |                                | 1.02 تريليون                                                                       |
| الناتج المحلي الإجمالي الاسمي للفرد دولار أمريكي          | 549                            | 12.55 ألف                                                                          |
| الناتج المحلي الإجمالي للفرد دولار أمريكي                 |                                | 26.14 ألف                                                                          |
| مؤشر التنمية البشرية                                      |                                | 0.843                                                                              |
| رمز المكالمات الدولي                                      | +252                           | +48                                                                                |
| رمز الإنترنت                                              | .so                            | .pl                                                                                |
| المنطقة الزمنية                                           | ت ع م+03:00                    | توقيت وسط أوروبا، ت ع م+01:00، ت ع م+02:00، أوروبا/وارسو ‏، توقيت وسط أوروبا الصيفي |

## منظمات دولية مشتركة
يشترك البلدان في عضوية مجموعة من المنظمات الدولية، منها:
| علم المنظمة | اسم المنظمة                   | تاريخ انضمام الصومال | تاريخ انضمام بولندا |
| ----------- | ----------------------------- | -------------------- | ------------------- |
|             | مؤسسة التنمية الدولية         | 31 أغسطس 1962        | 28 أكتوبر 1960      |
|             | يونسكو                        | 15 نوفمبر 1960       | 6 نوفمبر 1946       |
|             | الأمم المتحدة                 | 20 سبتمبر 1960       | 24 أكتوبر 1945      |
|             | الفريق المعني برصد الأرض      | ?                    | ?                   |
|             | الاتحاد البريدي العالمي       | ?                    | 1 مايو 1919         |
|             | البنك الدولي للإنشاء والتعمير | 31 أغسطس 1962        | 27 يونيو 1986       |
|             | الاتحاد الدولي للاتصالات      | 28 سبتمبر 1962       | 1921                |
|             | منظمة حظر الأسلحة الكيميائية  | ?                    | ?                   |
|             | مؤسسة التمويل الدولية         | 31 أغسطس 1962        | 29 ديسمبر 1987      |
|             | منظمة الشرطة الجنائية الدولية | ?                    | ?                   |

## وصلات خارجية
- موقع وزارة الخارجية الصومالية
- موقع وزارة الخارجية البولندية